# Pràctiques funeràries romanes

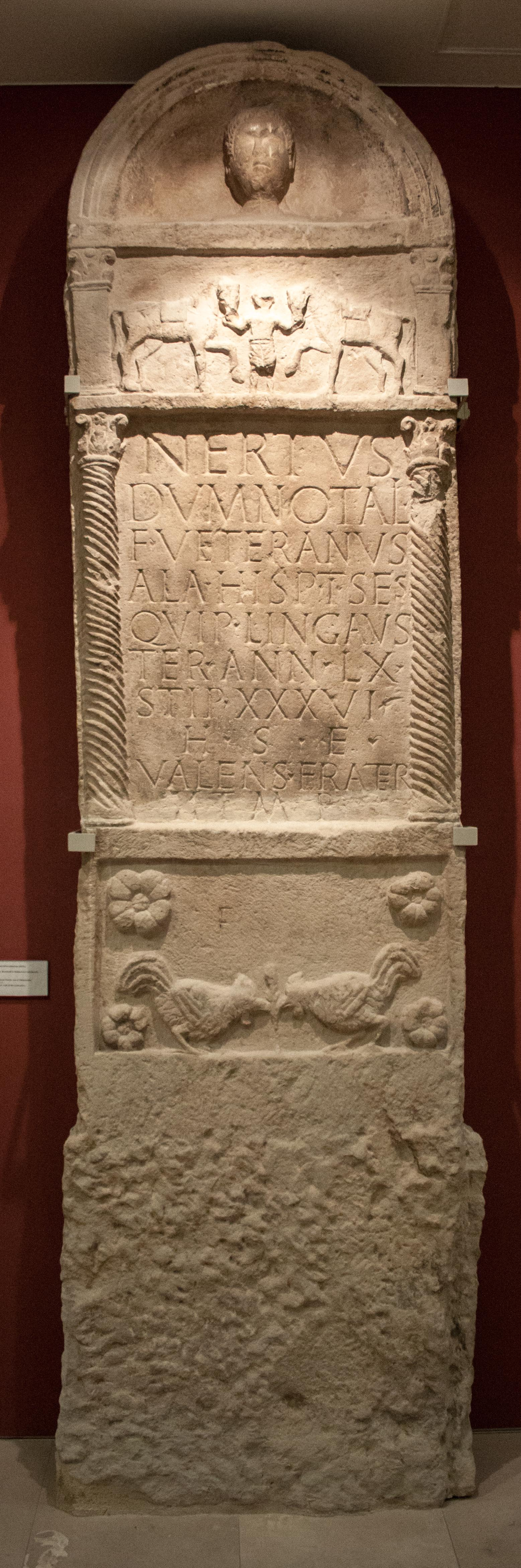
Estela funerària de Nertus. Museu Nacional Hongarés de Budapest

Les pràctiques funeràries de la religió romana és el conjunt de rituals religiosos que acompanyen l'enterrament dels antics romans. Formaven part de la tradició (mos maiorum), el codi no escrit del qual derivaven les normes socials.
Els cementeris romans eren fora del límit sagrat de les ciutats (pomerium). Els visitaven regularment amb ofrenes de menjar i vi, i hi feien rituals especials durant les festes romanes en honor als difunts. Els monuments funeraris són per tot l'Imperi romà, i les inscripcions resulten una important font d'informació per a la història encara desconeguda. Un sarcòfag romà podia ser una obra d'art acuradament treballada, decorada amb relleus d'escultures que representen una escena al·legòrica, mitològica o històrica; o una escena de la vida de cada dia. Tot i que els enterraments eren una ocupació familiar, n'hi havia gremis o col·legis que proporcionaven serveis funeraris per als membres.

## Cura dels morts
La cura dels morts aplegava dues actituds emocionalment oposades. En l'antiguitat grecoromana, els cossos dels morts eren considerats contaminants. Alhora, el deure amorós cap als avantpassats (pietas) era una part important de la cultura romana antiga.

### Normes legals
Després de la dominació etrusca, els legisladors romans es feren molt estrictes respecte a l'ètica del descans dels difunts. Un problema principal en fou la legalitat i la moralitat de soterrar-los dins els límits de la ciutat. Fou gairebé unànime al principi moure els morts fora del pomerium per a assegurar la separació de les seues ànimes dels vius, i molts polítics ho van voler aplicar arreu de l'imperi. Ciceró recorda als seus lectors les Lleis de les dotze taules: «Un mort no serà pas soterrat ni cremat dins la ciutat» (De legibus, 2, 23:5). Tres segles després,  Juli Paulus escriu en Sententiae «No es permet pas dur un cadàver a la ciutat en cas que els llocs sagrats de la ciutat estiguen contaminats. Qui actua en contra d'aquestes restriccions serà castigat amb una severitat inusual. No es permet pas incinerar un cos dins els murs de la ciutat.» (1, 21: 2-3) Moltes ciutats i províncies romanes tenien regles semblants en els seus estatuts, com la Lex Ursonensis.

### Preparació del cos
Quan una persona es moria a sa casa, els familiars i els amics íntims es reunien al voltant del llit de mort. Seguint una creença que equiparava l'ànima amb l'alé, el parent més proper segellava el pas de l'esperit del cos amb una darrera besada, i li tancava els ulls. Els familiars començaven els planys, cridant el mort pel seu nom. El cos, després, era col·locat en terra, rentat i ungit. La col·locació del cos en terra és un senyal d'imitació del ritual del naixement, quan el nadó es deixava en la terra nua. Als ciutadans se'ls vestia amb una toga i altres amb abillaments apropiats per a la seua estació en la vida. Els hòmens que havien guanyat una corona en duien una en la mort; i es troben també corones en enterraments d'iniciats en religions mistèriques. Quan el cos ja estava preparat, jeia en l'atri de la casa familiar (domus), amb els peus cap a la porta. Altres circumstàncies es relacionaven amb els qui vivien, com la majoria de romans, en edificis d'apartaments (insulae); les pràctiques d'elit, però, estan millor documentades. Tot i que l'embalsamament era inusual i es considerava sobretot una pràctica egípcia, s'esmenta en la literatura llatina, amb alguns exemples documentats per l'arqueologia a Roma i en tot l'imperi, en què no es pot pas assumir influència egípcia. Com els funerals d'elit necessitaven arranjaments complicats, el cos s'havia de preservar.

### Altres costums

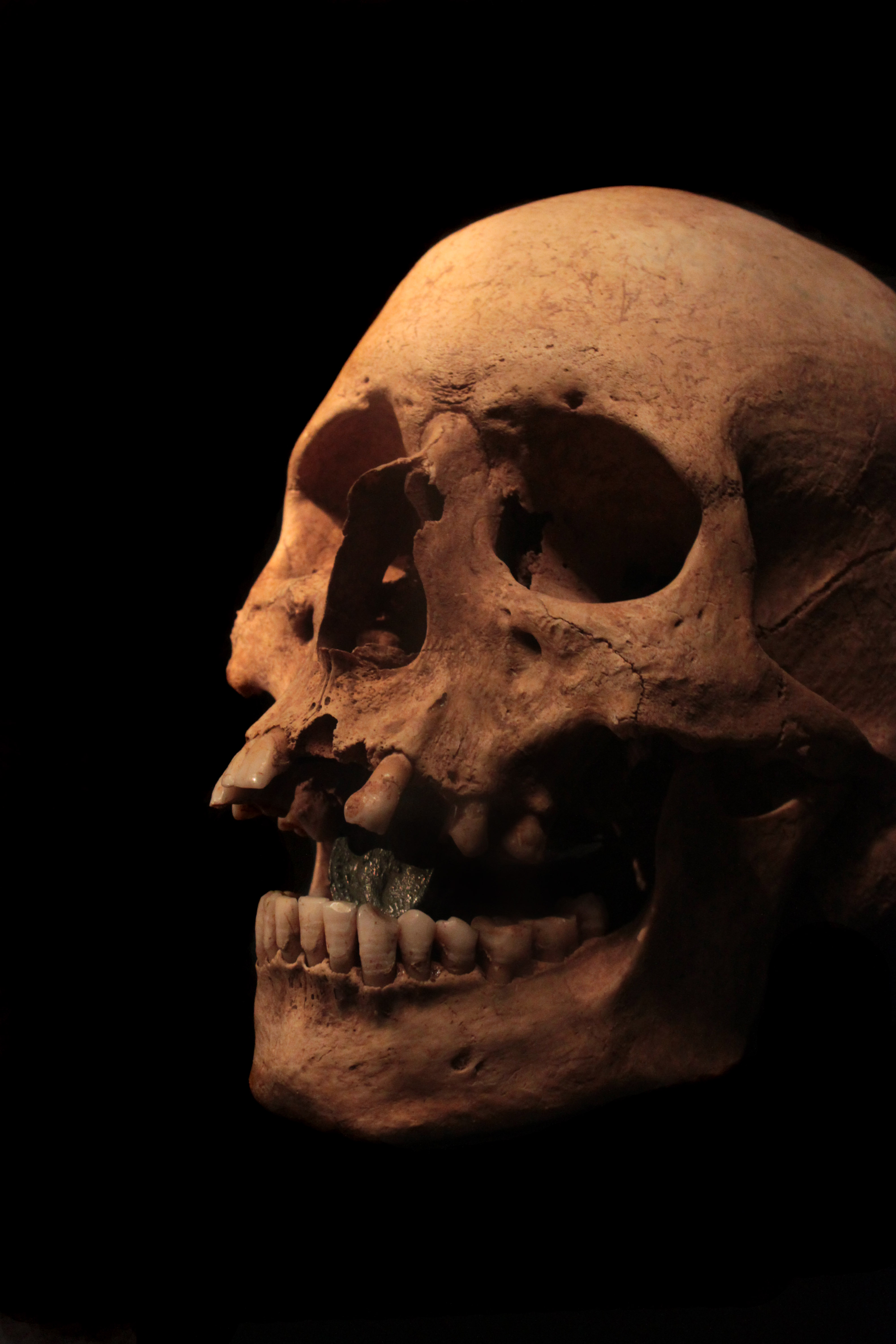
Crani romà amb un òbol en la boca (un dupondi d'Antoní Pius)

L'òbol de Caront era una moneda col·locada en o damunt la boca del difunt. El costum es registra en fonts literàries i el testimonia l'arqueologia, i a vegades ocorre en contextos que indiquen que pogué haver estat importat a Roma com ho foren les religions mistèriques que prometien la salvació o el passatge especial en l'altra vida. El costum s'explicava pel mite de Caront, el barquer que transportava les ànimes dels difunts a l'altra banda de l'aigua -un llac, riu o pantà- que separava el món dels vius de l'inframon. Els exemples arqueològics d'aquestes monedes, de diferents noms en la pràctica, s'han anomenat «els objectes funeraris més famosos de l'Antiguitat». La moneda fou racionalitzada com el seu pagament; el satíric Llucià de Samòsata comenta que, per a evitar la mort, simplement no se n'ha de pagar la tarifa. Apuleu, en la història de «Cupido i Psique» de Les metamorfosis, emmarcades per la recerca de salvació de Lluci que termina amb la iniciació en les misteris d'Isis, Psique («Ànima») duu dues monedes en el viatge a l'inframon, la segona per a la tornada o renaixement simbòlic. L'evidència de l'«òbol de Caront» apareix en tot l'Imperi romà d'Occident fins a ben entrada l'era cristiana, però en cap moment i lloc es practicà consistentment i per tots. Llucià de Samòsata satiritza l'òbol a l'assaig Sobre els funerals:
| « | Les persones són absorbides tan completament per tot açò que quan un membre de la família mor, immediatament porten un òbol i li'l fiquen a la boca per pagar al barquer per haver-lo lliurat, sense considerar quin tipus de moneda és habitual al país i món inferior, i si és atenenca o macedònia, o és moneda de curs legal d'Egina, ni tampoc que seria molt millor no pagar la tarifa, perquè així el barquer no se'ls emportaria i tornarien a la vida de nou. | » |

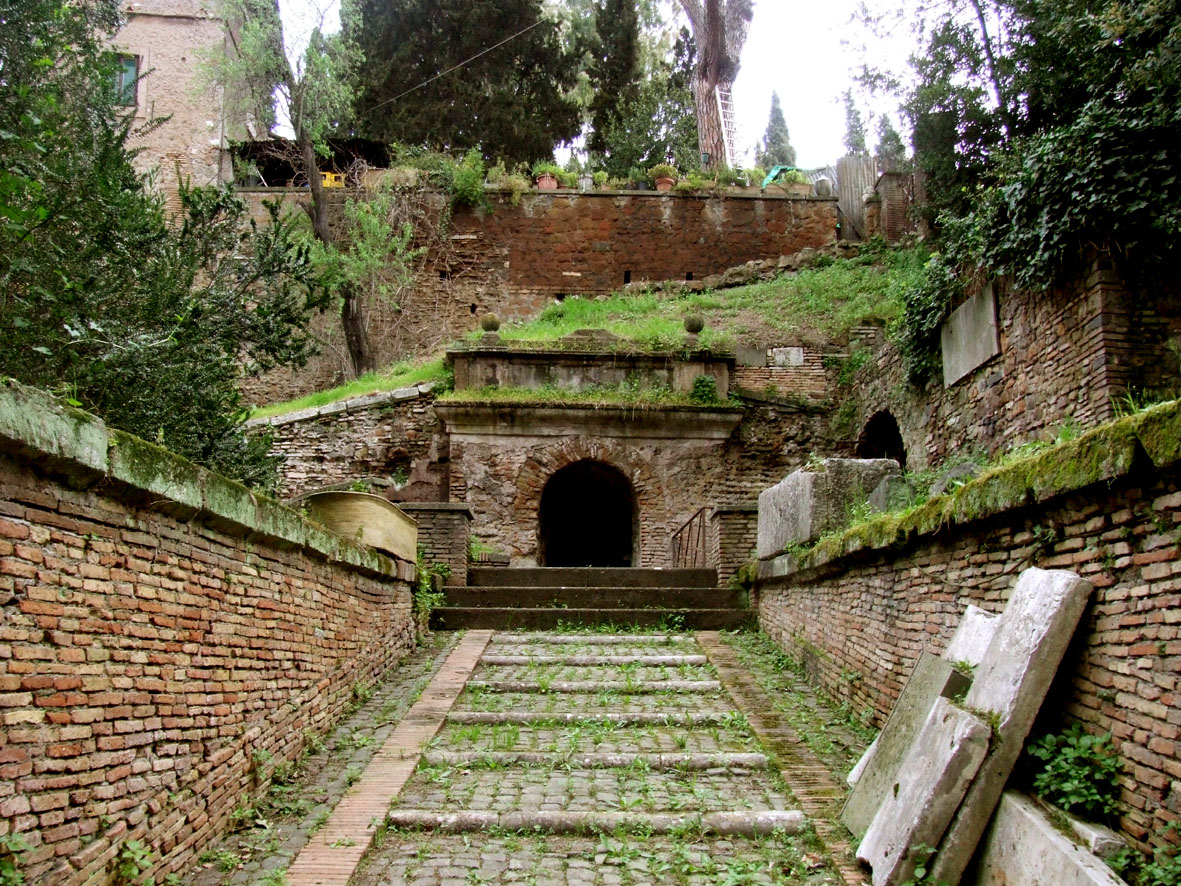
Tomba dels Escipions, en ús des del ae fins al segle I

Tot i que la inhumació es practicava regularment a la Roma arcaica, la cremació fou la pràctica funerària més comuna a la fi de la República Romana i l'Alt Imperi en els segles I i II. Les imatges crematòries apareixen en la poesia llatina sobre el tema dels morts i el dol. En un dels poemes llatins clàssics més coneguts sobre el dol, Gai Valeri Catul escriu sobre el seu llarg viatge per a assistir als ritus funeraris de son germà, que va morir a l'estranger, i manifesta el seu dolor dirigint-se'n a les cendres silencioses. Quan Properci descriu la seua amant morta, Cíntia, que el ve a veure en un somni, el vestit de l'apareguda està cremat per un costat i el foc de la pira ha corroït l'anell familiar que duia en vida.
En el Baix Imperi, la inhumació substituiria la cremació; una varietat de factors, incloent-hi la disminució dels nivells d'urbanització i els canvis en les actituds cap a l'altre món, contribuirien a aquest marcat canvi en les pràctiques d'enterrament popular. La cura i el culte dels morts no acabava amb el funeral i el període de dol, sinó que acabà sent una obligació perpètua. Les libacions es duien a la tomba, en rituals de cura dels morts i algunes tombes fins i tot estaven equipades amb «tubs d'alimentació» a través dels quals les ofrenes líquides podien dirigir-se als difunts del sepulcre. La libació formava part dels ritus funeraris romans, i podria ser l'única ofrena de sacrifici en els funerals dels pobres.

#### Arpagi
Els romans es referien als nadons que morien en el bressol com a arpagi —arpagus en singular— per als quals no es feien funerals. Els seus cossos no eren cremats ni soterrats, i no es feien monuments ni epitafis per a ells. Els bebès que havien viscut 40 dies o més i se'ls havia tallat les ungles abans de la mort es distingien dels arpagi, com a rapti, i eren incinerats.

## Ritus funeraris

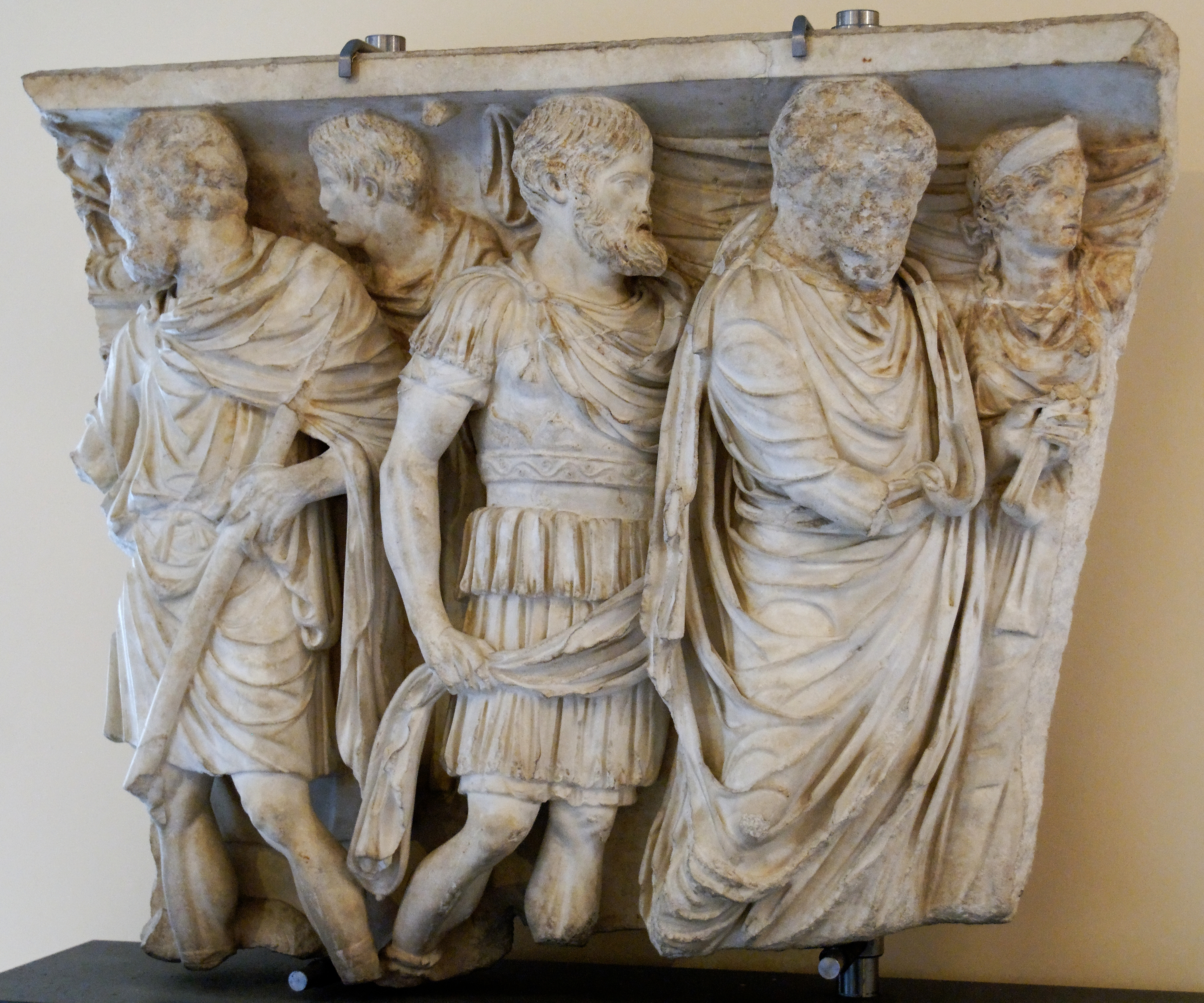
Fragment d'un relleu d'un sarcòfag que representa les etapes de la vida del difunt: iniciació religiosa, servei militar i noces. Mitjan segle II

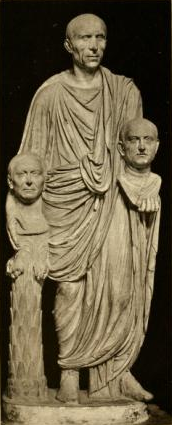
L'anomenat Togatus Barberini en els Museus Capitolins pot representar un senador sostenint dos retrats funeraris ancestrals

Els ritus funeraris es duien a terme a la llar i al lloc de l'enterrament, que era fora de la ciutat per a evitar la contaminació. La processó fúnebre (pompa funebris) transitava la distància entre tots dos espais.
Tingueren un gremi professional anomenat collegium d'artistes especialitzats en música funerària. Horaci esmenta en els ritus fúnebres la tuba i el cornu, tots dos instruments de bronze amb forma de trompeta.

### Elogi
L'elogi (laudatio funebris) era una oració formal o panegíric en lloança dels difunts. Fou una de les dues formes de discurs en un funeral romà, l'altra era el cant (nenia). S'associa a famílies nobles, i les convencions de paraules pronunciades en el funeral d'una persona comuna no es registraven. Mentre que l'oratòria es practicava a Roma sols per a hòmens, una dona d'elit també podia ser honorada amb un elogi. Per a les persones de l'alta societat, el festeig fúnebre s'aturava al fòrum per al lliurament públic de l'elogi en la rostra.
Per tant, una oració fúnebre ben expressada podia ser una manera en què un jove polític es fes públic. "L'elogi de la tia Júlia" (Laudatio Juliae Amitae), un discurs del jove Juli Cèsar en honor a la seua tieta, la vídua de Gai Mari, l'ajudà a iniciar la seua carrera política com a populista. La introducció d'aquesta laudatio funebris es reprodueix en l'obra Divus Iulius de l'historiador romà Suetoni.
L'epitafi del mort era un resum de l'elogi fet visible i permanent, i podia contenir la carrera (cursus honorum) d'una persona que havia ocupat càrrecs públics. En commemorar fets passats, l'elogi fou un precursor de la historiografia romana.

### Sacrificis
Després que el cos fos portat al cementeri, es feia un sacrifici en presència del mort. Fins a l'època de Ciceró, era costum oferir una truja a Ceres, que també era una ofrena típica a les deïtats ctòniques. La víctima sacrificada després es menjava entre els participants. La porció per al mort es posava en un rostidor i es cremava amb el cos. La porció de Ceres era cremada en un altar. La família en menjava la porció que es devia a la vida. Una família de mitjans menors oferia una libació de vi, encens, productes o grans; l'assignació d'aquestes ofertes no estan pas documentades. Després d'aquest repartiment, el mort havia fet la transició i ja no podia compartir els menjars dels déus, vius i domèstics; ara participava del que era propi dels esperits dels difunts, els manes.

## Commemoracions

### Novendialis
En el nové dia després de la mort de la persona, s'organitzava la festa fúnebre i els ritus anomenats novendialis o novemdialis. Una libació per als manes es vessava a la tomba i amb això s'acabava el dol complet.

### Festivals dels morts
Al febrer, el darrer mes del calendari romà originari, quan l'1 de març era el dia d'Any Nou, els difunts s'honoraven en un festival de nou dies anomenat Parentalia, seguit de la Feralia (Sementivae) del 21 de febrer, quan eren propicis els esperits potencialment malignes dels difunts. Durant el Parentalia, les famílies s'aplegaven als cementeris per a ofrenar menjar als ancestres, i després compartien vi i pastissos entre ells. Les tombes per a famílies riques es construïren com «cases», amb una sala decorada per a aquestes festivitats de banquets.
Els epitafis són un dels principals tipus d'inscripcions. Un epitafi sol indicar el dia de naixement i els anys de vida de la persona. La informació varia, però normalment donen informació sobre les relacions familiars, els càrrecs polítics i els valors romans, en triar quins aspectes de la vida del mort cal elogiar.
Les creences filosòfiques també s'hi poden evidenciar. Els epitafis dels epicuris sovint expressaven una manera del sentiment non fui, fui, non sum, non desidero, 'no he existit, he existit, no existisc, no desitge', o non fui, non sum, non curo, 'no he existit, no existisc, no em preocupa'.

## Art funerari

### Imatges

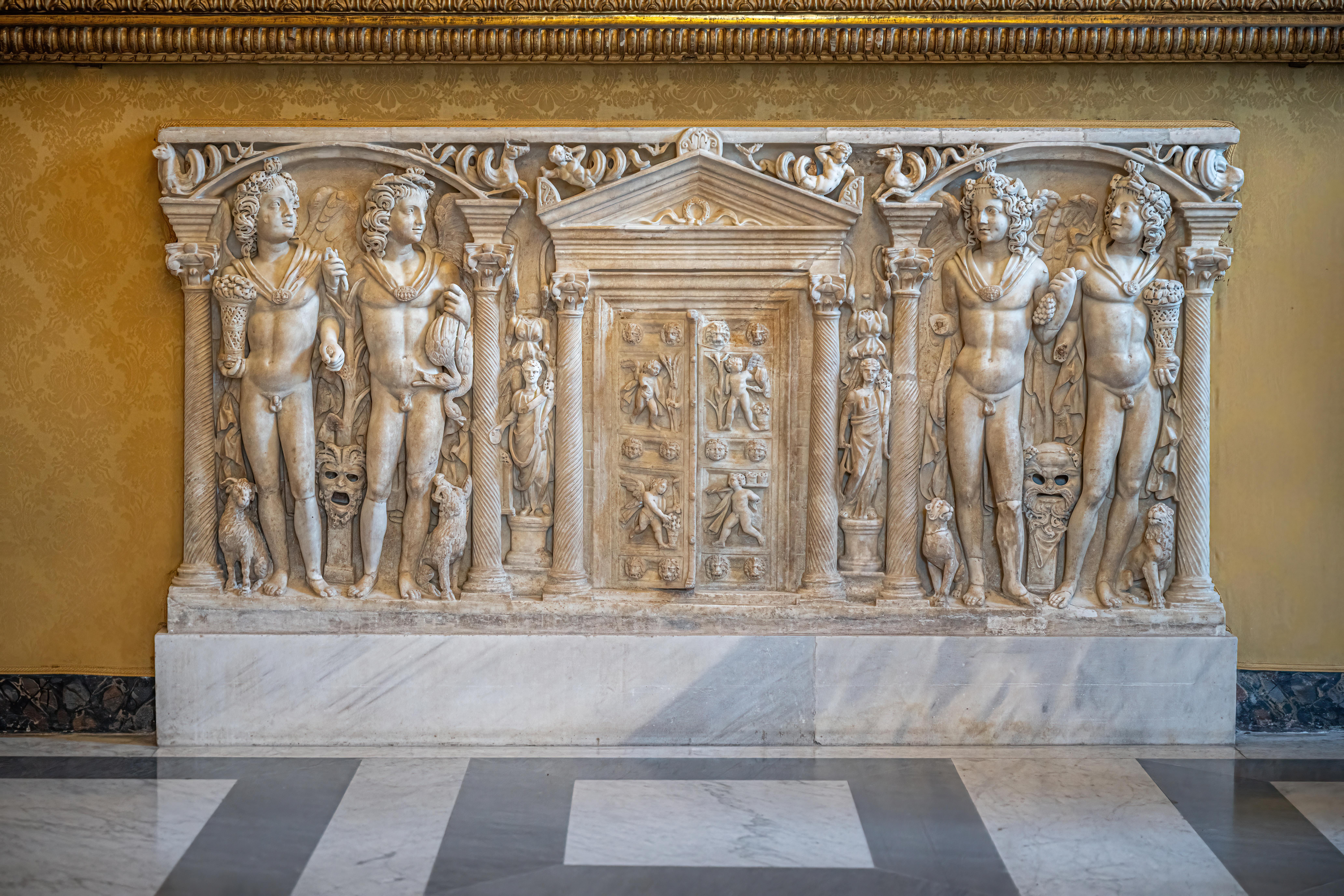
Panell en relleu en un sarcòfag de marbre del, que representa les Quatre Estacions (Hores) i assistents menors al voltant de la porta al més enllà

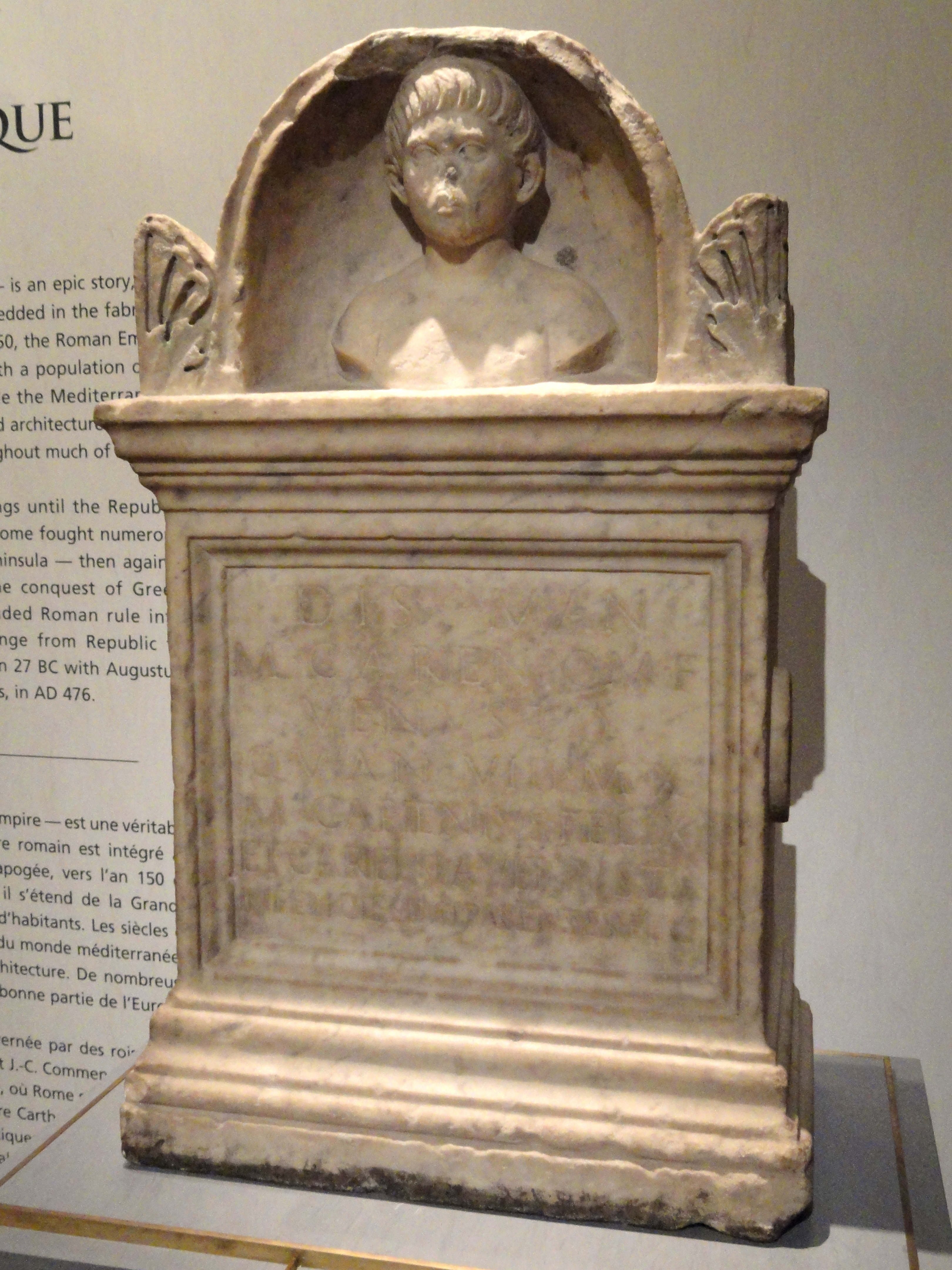
Altar funerari romà per a un xiquet, finals del, Museu Royal Ontario

Les famílies nobles romanes solien mostrar una sèrie d'«imatges» a l'atri de la casa familiar. No es pas clar encara si aquestes «imatges» eren màscares mortuòries, busts, o tots dos alhora. Les «imatges» podien organitzar-se en un arbre genealògic, amb un títol que resumís els premis individuals (honors) i èxits (cap de bestiar gestae), un costum que podia facilitar-se penjant màscares. En qualsevol cas, també es van exhibir busts de retrats de membres de la família en pedra o bronze en la llar.
Les màscares fúnebres segurament eren fetes de cera i es modelarien directament del mort. Les usaven en el seguici fúnebre actors professionals o per membres de la família. Aquest costum pogué variar per període o per família, ja que les fonts no en donen una solució coherent.
L'exhibició d'imatges ancestrals en cases aristocràtiques de la República i els funerals públics estan descrits per Plini el Vell en Història natural 35, 4-11.

### Sarcòfags
Les urnes funeràries en què es col·locaven les cendres dels morts foren a poc a poc superades en popularitat pel sarcòfag a mesura que la inhumació es feu més comuna. Particularment en els segles II-IV, foren sovint decorats amb relleus que es convertiren en un vehicle important per a l'escultura de l'Antiga Roma. Les escenes representades es prenien de la mitologia, creences religioses pertanyents als misteris, al·legories, història o escenes de caça o festins. Molts sarcòfags representen nereides, criatures marines fantàstiques i altres imatges marines que poden al·ludir a la ubicació de les Illes dels Benaurats (Fortunatae insulae) a la mar, amb un retrat del mort en una petxina.
El sarcòfag d'un xiquet pot mostrar tendres representacions de la vida familiar, cupidos o infants jugant. Alguns sarcòfags poden haver estat ordenats fer durant la vida de la persona i fets a mida per a expressar les seues creences o estètica. La majoria se'n feren en massa, i si contenien un retrat del mort, com molts ho feien, tenien el rostre de la figura sense acabar fins a la seua compra. El sarcòfag tallat sobrevisqué la transició al cristianisme, i esdevingué el primer lloc comú per a l'escultura cristiana, en obres com el Sarcòfag de Juni Bas de mitjan segle iv.

### Altars funeraris
Molts altars també presenten retrats dels difunts. Extrapolat de l'evidència d'epitafis i retrats en els altars, es pot concloure que els lliberts i els seus descendents més sovint encarregaven altars funeraris a Roma, i solien ser mestres, arquitectes, magistrats, escriptors, músics, etc. La pràctica d'erigir altars funeraris romans es vincula a la tradició de fer altars d'ofrenes per a honorar els déus. A causa de l'acceptació que els altars actuen com un símbol de reverència, es creu que els altars funeraris s'utilitzaven per a heroïtzar el mort. Els altars funeraris difereixen dels altars d'ofrenes que honoraven els déus perquè no rebien sacrificis de sang. En tenir una aparença semblant als altars d'ofrenes, el simbolisme de la reverència d'un sacrifici n'era implícit, per tant, transmetent el respecte als difunts. Tot i tenir diferents significats, els dos tipus d'altars es construïren de manera semblant, tant sobre el terra com en forma redona o rectangular. La funció d'aquests altars era albergar les cendres dels difunts o simplement commemorar simbòlicament la seua memòria. Sovint, es construïen altars funeraris per a mostrar els atuells que contenien les cendres i els ossos cremats del mort. Aquestes urnes de cendres es col·locaven en fondes cavitats als altars i es cobrien amb una tapadora. Altres vegades, hi havia una depressió en l'altar en què es podien abocar libacions; alguns altars funeraris romans tenien canonades perquè aquestes libacions poguessen «nodrir» les despulles. Menys comunament, el cos del difunt es col·locava a l'altar. Mentre que alguns altars contenien restes, la majoria dels no en tenien cap funció pràctica i sols es feien per a commemorar els morts.

## Tombes

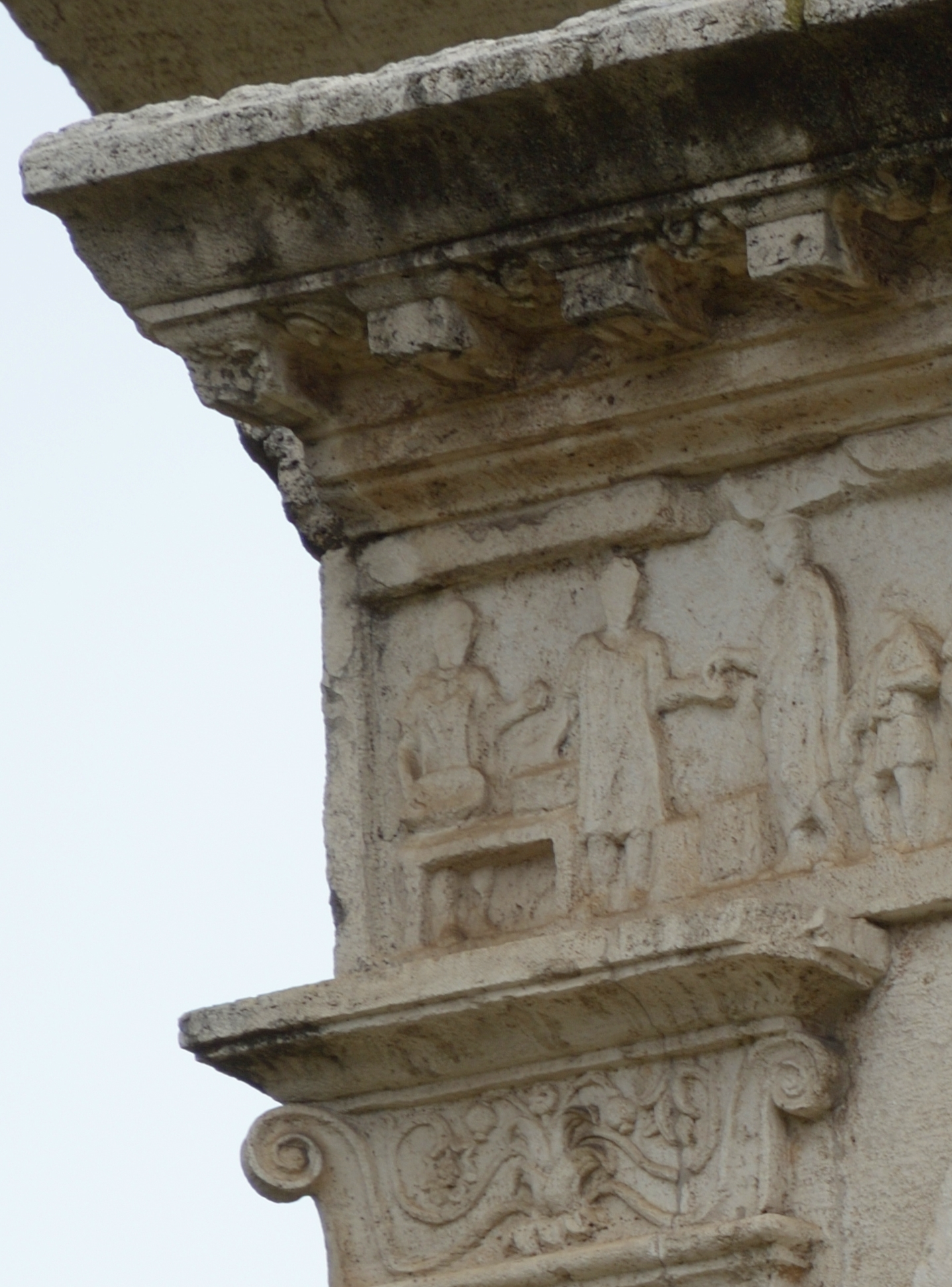
Detall del Túmul d'Eurísac

L'Antiga Roma s'ha convertit en un lloc d'excavació conegut pels seus extravagants cementeris. En general, les famílies riques i els plebeus romans foren enterrats en els mateixos cementeris; els rics, però, tenien tombes més elaborades: se solien tallar de la roca mare i tenien forma rectangular. Aquestes tombes rectangulars s'assemblaven a l'estructura de la casa romana contemporània, amb portes i moltes cambres diferents. D'aquestes cambres, una s'utilitzava per a la cerimònia commemorativa dels difunts. Durant aquesta cerimònia, la família es reunia i sopava. Es van emprar altres cambres per a guardar tot el que es considerava necessari per a la persona que estava en repòs, inclosos els retrats dels morts i tot l'aparat necessari per a la cerimònia commemorativa que havia d'arribar.
Les famílies adinerades tenien grans, a vegades enormes, mausoleus. El Castell de Sant'Angelo de Roma, originària Mausoleu d'Hadrià, n'és el millor conservat, perquè es va convertir en fortalesa. La Tomba dels Escipions era la seua tomba familiar, situada en un cementeri aristocràtic, i en ús des del segle iii ae fins al segle i. Un gran mausoleu podia incloure dormitoris i cuines per a visites familiars, que albergarien també festes. Per a la classe mitjana adinerada, els mausoleus, més menuts, s'alineaven en les carreteres de les ciutats, moltes de les quals romanen en les tombes de la Via Llatina, de la Via Àpia i en altres llocs. El Túmul d'Eurísac és una tomba famosa i originàriament molt ostentosa en un lloc privilegiat just fora de la Porta Maggiore, erigit per un ric forner llibert al voltant del 50-20 ae. Les tombes de Petra, en l'extrem est de l'imperi, estan tallades en penya-segats, algunes amb elaborades façanes d'estil «barroc» del període imperial. Els menys rics es conformaven amb tombes més reduïdes, sovint amb busts de relleu sobre una llarga inscripció. Més barates eren les Catacumbes romanes, famoses pels cristians, però també per totes les religions. Aquestes catacumbes eren grans sistemes de túnels estrets sota Roma, en què els nínxols es venien a les famílies dels difunts en un comerç molt rendible. La decoració n'incloïa pintures, moltes de les quals han sobreviscut. L'exterior de la tomba s'assemblava a un jardí: flors i plantes n'adornaven l'exterior i les feien més afavoridores a la vista. Es degué iniciar la tradició de portar flors a la tomba d'un ésser estimat. També s'hi posarien altres articles en l'exterior de les tombes dels rics per a fer-les més decoratives. La cambra funerària del mort estava sobre el terra i contenia les relíquies més importants per al mort romà.
En l'època cristiana, es desitjava ser soterrat a prop de la tomba d'un màrtir famós, i s'obrien grans sales funeràries sobre aquestes tombes, que sovint eren sota una catacumba. Aquestes contenien fileres de tombes, i també espai per als àpats de la família, segurament com a festa d'àgapes. Moltes grans esglésies romanes començaren com a funeràries, i eren empreses privades; la família de Constantí I el Gran en posseïa la que era damunt la tomba de Santa Agnés de Roma, les ruïnes de la qual són al costat del Mausoleu de Santa Constanza, al principi un mausoleu de la família Constantiniana que formava un absis a la sala.

## Funerals militars i enterrament

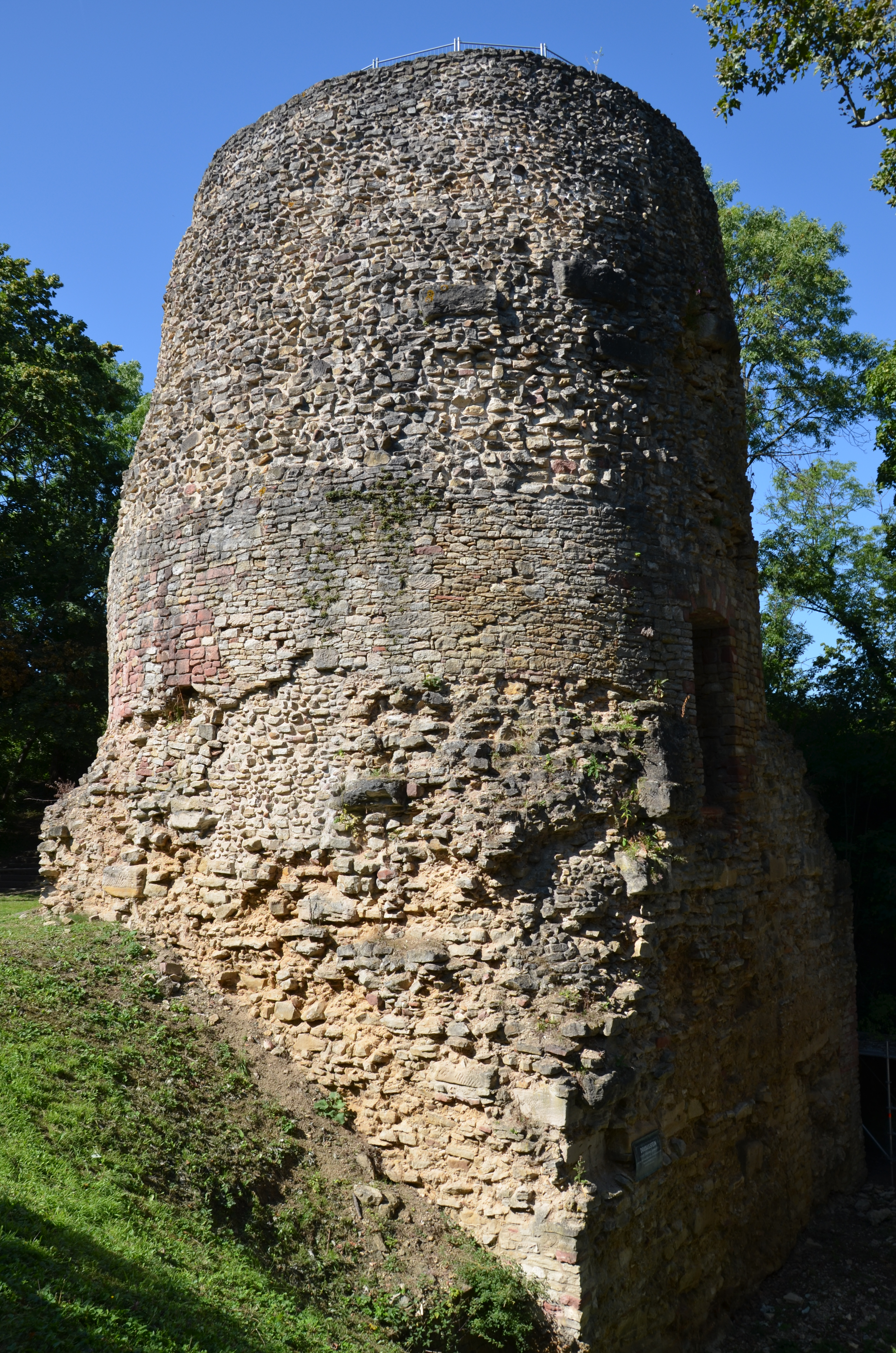
El Cenotafi de Drus, una tomba buida aixecada per les tropes romanes l'any 9 ae, per a commemorar el difunt general Drus el Vell

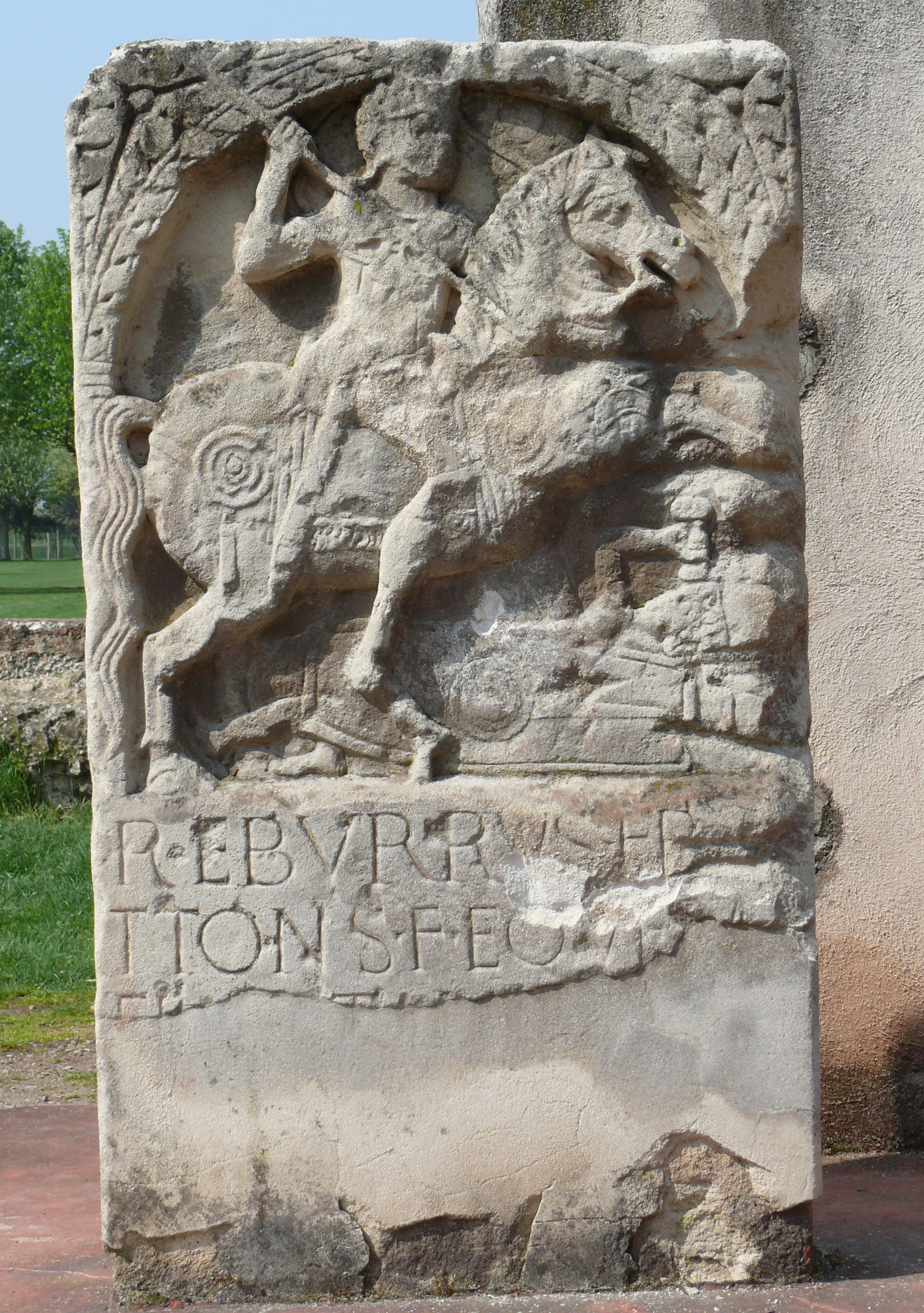
Estela d'una auxilia de la cavalleria germana,, Xanten

D'«El culte als morts», s'ha dit: que «fou particularment important per als hòmens la professió dels quals els exposava a una mort prematura». El valor romà de la pietas abastava el desig dels soldats d'honorar els companys caiguts, tot i que les condicions de la guerra podien interferir en la celebració oportuna dels ritus tradicionals. Els soldats que morien en batalla en terra estrangera amb hostilitats contínues probablement van ser sotmesos a una cremació o enterrament en massa. En circumstàncies menys urgents, podien ser incinerats individualment, i les cendres dipositades en un recipient per al transport cap a un lloc d'enterrament permanent. Quan l'exèrcit romà sota el comandament de Publi Quintili Var va patir una desastrosa derrota en la batalla del bosc de Teutoburg en el segle I, s'estigueren de commemorar fins que Germanicus i les seues tropes situaren el camp de batalla uns anys després i hi feren un monticle funerari per a les restes.
En les guarnicions permanents de l'imperi, una part de la paga de cada soldat s'apartava per a despeses funeràries, inclòs el menjar ritual, el soterrament i la commemoració. Als soldats que morien per malaltia o per accident durant les rutines normals se'ls donaven els mateixos ritus que en la vida civil. Les primeres associacions funeràries per a soldats es formaren sota govern d'August; les societats funeràries civils havien existit molt abans. Els veterans pagaven en un fons quan abandonaven el servei, assegurant un enterrament digne per filiació en una associació per a tal fi.

### Esteles militars
El monument funerari més comú dels soldats romans foren les esteles, una pedra humil, sense adorns, en forma de rectangle. El nom, el rang i la unitat del mort s'inscrivien en la pedra, així com l'edat i els anys de servei en l'exèrcit romà. El nom del patrocinador, normalment un hereu o un familiar proper, es podia inscriure a prop de la part inferior de les esteles si així ho volia. Uniforme en la seua naturalesa, l'estil consistent d'aquestes esteles reflectia la manera ordenada i sistemàtica de l'exèrcit. Cada làpida era un testimoniatge de la força i persistència de l'exèrcit romà, així com dels soldats individuals. En casos excepcionals, les làpides militars estaven adornades amb escultures. Aquests tipus de làpides solien pertànyer a membres de les unitats auxiliars en comptes d'unitats legionàries. La principal diferència entre les dues unitats era la ciutadania. Mentre els soldats legionaris eren ciutadans de Roma, els auxiliars provenien de províncies de l'Imperi. Els soldats auxiliars tenien l'oportunitat de la ciutadania romana després de llicenciar-se. Les làpides servien per a distingir els romans dels no romans, i per a fer complir la jerarquia social que existia dins de les legions militars. Per als que morien en la batalla, la construcció de làpides adornades fou un intent final de romanització. En les esteles dels auxiliars, sovint es representaven a cavall, i això denota el valor i l'heroisme dels soldats de cavalleria auxiliars.
Algunes vegades, els hereus o altres membres de la família costejaren la construcció de cenotafis per als soldats perduts: monuments funeraris que commemoraven els difunts com si el cos hagués estat trobat i tornat a casa.
Els monuments funeraris militars de l'Àfrica romana adopten formes a poc a poc més substancials: esteles en el segle I, altars en el segle II i cúpules (monticles) en el s. III. Les tombes sovint s'agrupaven en cementeris militars al llarg dels camins que conduïen fora del campament. Un centurió podria tenir prou diners per a construir un mausoleu.

## Inframon

### Religió
Les descripcions de la mitologia romana solen descriure l'ànima com a immortal, i jutjada en la mort davant un tribunal en l'Inframon, amb els que van fer el bé enviats als Camps Elisis i als que van fer el mal enviats al Tàrtar.
No és pas clar com d'antigues eren aquestes creences, perquè semblen influïdes per la mitologia grega i la religió mistèrica. Els misteris van continuar sota Roma i semblen haver promés la immortalitat per als iniciats. Les formes conegudes de la religió esotèrica combinen la mitologia i l'astrologia romanes, egípcies i d'Orient Mitjà, i descriuen el progrés dels seus iniciats amb les regions de la lluna, el sol i les estreles. Els no iniciats o sense virtuts quedaven enrere, i l'Inframon esdevingué sols un lloc de turment. Les representacions comunes de la vida futura dels beneïts inclouen descans, un banquet celestial i la visió de Júpiter.

### Filosofia
El corrent principal de la filosofia romana, els estoics, advocà per la contemplació i l'acceptació de la inevitable mort de tots els éssers. «Cal que uns es queden i que altres se'n vagen, sempre alegrant-se dels que estan amb nosaltres; però sense plorar pels que se'n van». Afligir-se amargament és deixar de percebre i acceptar la naturalesa de les coses. Famós, Epictet encoratjà la contemplació dels éssers estimats com un «flascó» o «copa de cristall» que podia trencar-se i ser recordat sense molestar l'esperit, ja que «estimes un mortal, una cosa que no és teua. Se t'ha donat pel present, no inseparablement ni per sempre, però com una figa ... en una estació fixa de l'any. Si el desitges en hivern, ets un ximple». No va haver-hi un consens real, si més no entre els textos i epitafis romans supervivents, del que li succeïa a una persona després de la mort, o l'existència d'una vida futura. Plini el Vell en la seua Història natural afirma que la majoria de la gent opinava que després de la mort un torna a l'estat no sensible que tenia abans de nàixer; admet, però, tot i que amb menyspreu, que n'hi ha persones que creuen en la immortalitat de l'ànima. Sèneca el Jove sembla menys consistent, tot argumentant totes dues parts, i indica que la mort produeix l'anihilació total, alhora que parla de la supervivència de l'esperit després que escapa de la presó del cos. Tàcit, al final d'Agrícola, opina contràriament a Plini, i afirma que els savis creuen que l'esperit no mor amb el cos, malgrat que es pot estar referint en concret als pietosos.